# Аква Санта (Л'Аквила)
Аква Санта (итал. Acqua Santa) је насеље у Италији у округу Л'Аквила, региону Абруцо.
Према процени из 2011. у насељу је живело 31 становника. Насеље се налази на надморској висини од 375 м.